# Perché lo fai/Il giorno dei perdenti
Perché lo fai è un singolo di Marco Masini, pubblicato nel marzo 1991 e inserito nell'album Malinconoia, il secondo dell'artista fiorentino.

## Successo
Il brano, scritto con Giancarlo Bigazzi e Mario Manzani, è presentato al Festival di Sanremo 1991, classificandosi 3º nella sezione "Campioni", dietro a Spalle al muro di Renato Zero e Se stiamo insieme del vincitore Riccardo Cocciante. La versione in inglese, Just Tell Me Why, fu cantata a Sanremo da Dee Dee Bridgewater.
Tema della canzone è il disperato appello di Masini nei confronti di una ragazza, tossicodipendente, affinché smetta di fare uso di droghe.
La melodia, scritta da Marco Masini e Mario Manzani, fu inizialmente usata da Giancarlo Bigazzi per scrivere una canzone, dal titolo Un adagio per dirti addio, da dare ad Umberto Tozzi per partecipare al Festival di Sanremo 1991, dove invece Masini avrebbe dovuto presentare il brano Ossigeno (che non sarà mai pubblicato). Tozzi però, subito dopo aver inciso Un adagio per dirti addio, si mostrò dubbioso sulla validità della canzone; così Bigazzi preferì dare il pezzo a Masini, con il quale cambiò testo e arrangiamento, realizzando Perché lo fai.
Il disco entrò al 1º posto nella classifica dei singoli, all'indomani della conclusione del Festival, per poi scendere la settimana successiva alla seconda posizione, dove rimase per quattro settimane. Il singolo non riuscì a superare la longevità in classifica di Disperato, tuttavia vendette oltre 20 000 copie in Italia ed arrivò alla quinta posizione della top 100 annuale del 1991.
Molti anni dopo, nel 2006, Umberto Tozzi cantò Perché lo fai in versione da lui riarrangiata, inserendola nell'album Tozzi Masini. Nel 2016 Hélène Ségara pubblicò una cover del brano nel suo album Amaretti. Nel 2020 Tozzi interpreta di nuovo la canzone, stavolta in duetto con Masini, nell'album Masini +1 30th Anniversary.

## Tracce
1. Perché lo fai – 4:41
2. Il giorno dei perdenti – 4:05

## Classifiche

### Classifiche settimanali
| Classifica (1991) | Posizione massima |
| ----------------- | ----------------- |
| Italia            | 1                 |
| Europa            | 63                |

### Classifiche di fine anno
| Classifica (1991) | Posizione |
| ----------------- | --------- |
| Italia            | 5         |